# Incontro alla Porta d'Oro

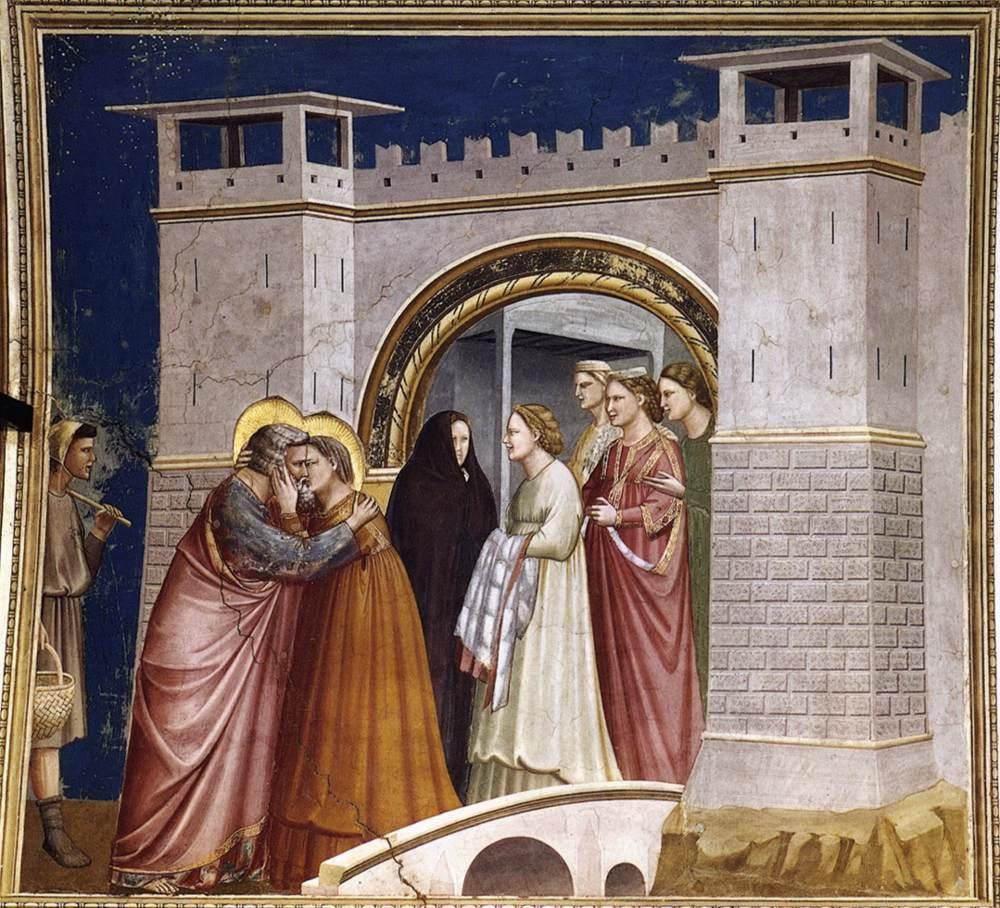
Incontro alla Porta d'Oro di Giotto

L'incontro alla Porta d'Oro è un episodio della tradizione cristiana, che racconta della riunione di Gioacchino e Anna alla Porta d'Oro di Gerusalemme.

## Racconto
La storia è narrata nel Vangelo dello pseudo-Matteo e anche nel Protovangelo di Giacomo, più antico, che parla però genericamente di "porta" senza specificare che sia proprio la Porta d'Oro. Entrambi i testi riguardano la nascita di Maria e poi quella di Gesù; nonostante siano apocrifi, cioè non siano considerati ispirati, alcune delle vicende descritte sono state accolte dalla tradizione artistica e religiosa cristiana. La scena è narrata anche nella celebre Legenda Aurea di Jacopo da Varazze.
L'episodio in questione vede l'incontro di Gioacchino e Anna presso la Porta d'Oro di Gerusalemme; Gioacchino, che era stato cacciato dal tempio ed esiliato nel deserto poiché sterile, e quindi considerato privo della benedizione divina, sta ritornando dopo che un angelo gli ha predetto la nascita di una figlia. Gli sposi si scambiano un bacio, tramite il quale avviene il concepimento di Maria.

### Secondo Chelidonius
Nell'opera dell'umanista tedesco Benedictus Chelidonius (1460-1521), gli sposi Gioacchino ed Anna, dediti l'uno all'altra e devoti a Dio, sono profondamente infelici per la mancanza di figli, che considerano il segno di un rifiuto divino nei loro confronti. Un angelo informa Anna del suo concepimento, chiedendole allo stesso tempo di incontrare suo marito alle porte della città di Gerusalemme. All'incontro, la coppia si profuse in un gesto di gioia. Secondo Chelidonius: "Anna si gettò felicissima tra le braccia di suo marito; insieme si rallegrarono per l'onore che sarebbe stato concesso loro nella forma di una figlia. Poiché sapevano dal messaggero celeste che il nascituro sarebbe stato una regina, potente nei cieli e sulla terra".
Nelle raffigurazioni tradizionali dell'evento, la coppia si abbraccia senza baciarsi.

## Implicazioni teologiche
La scena dell'incontro rappresentava l'Immacolata Concezione di Maria ed è una delle prime scene dei numerosi cicli della Vita della Vergine, nonché la controparte dell'Annunciazione che mostra il concepimento di Gesù. La castità dei protagonisti riflette la preservazione dal peccato originale, la castità e purezza della Vergine che sarebbe stata resa gravida dall'opera dello Spirito Santo per il concepimento del Signore Gesù.  Per alcuni spettatori medievali, il bacio era una rappresentazione letterale del momento del concepimento di Maria, mentre per altri era una rappresentazione simbolica. Talora, sant'Anna è accompagnata da alcune donne, mentre san Gioacchino è in compagnia di alcuni pastori. Talvolta, l'angelo coinvolto è l'arcangelo Gabriele, lo stesso dell'Annunciazione, insieme ad altri santi.
I secoli XIV e XV furono il periodo di massima fioritura di questa iconografia. In un messale francese del 1410, Anna e Gioacchino sono raffigurati davanti a una struttura simile a un castello che rappresenta la Porta d'Oro. L'immagine introduce la Messa per la Festa della Concezione della Vergine Maria. Nei secoli successivi, l'iconografia fu sostituita da rappresentazioni più allegoriche di una Maria in età adulta.
San Tommaso d'Aquino sostenne nella Summa Theologiae che "la Beata Vergine contrasse il peccato originale, ma ne fu mondata prima di uscire dal seno materno" in quanto concepita mediante un'unione di carne dei suoi genitori che avrebbe reso inevitabile la trasmissione del peccato originale nella carne. Duns Scoto e i Francescani affermarono invece la piena preservazione dal peccato originale fin dal primo istante del concepimento della Beata Vergine Maria.
La dottrina dell'Immacolata Concezione fu formulata come dogma da papa Pio IX nel 1854.

## Rappresentazione nell'arte
- Incontro alla Porta d'Oro di Domenico Beccafumi
- Incontro alla Porta d'Oro di Giotto
- Incontro alla Porta d'Oro di Filippo Lippi

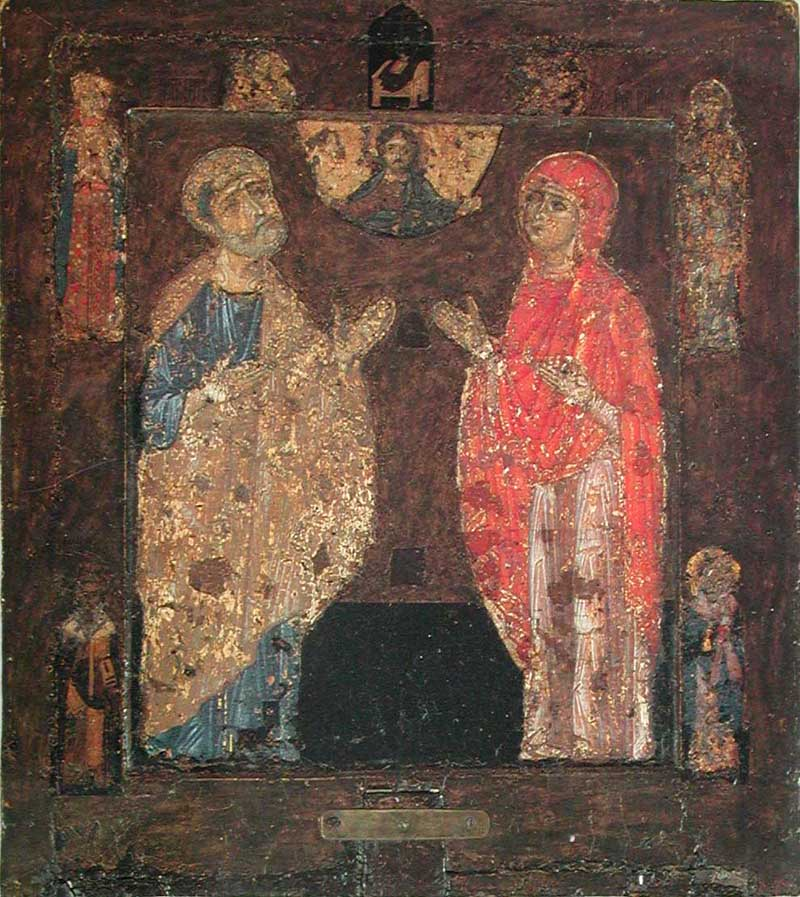
Icona russa, antecedente il 1169
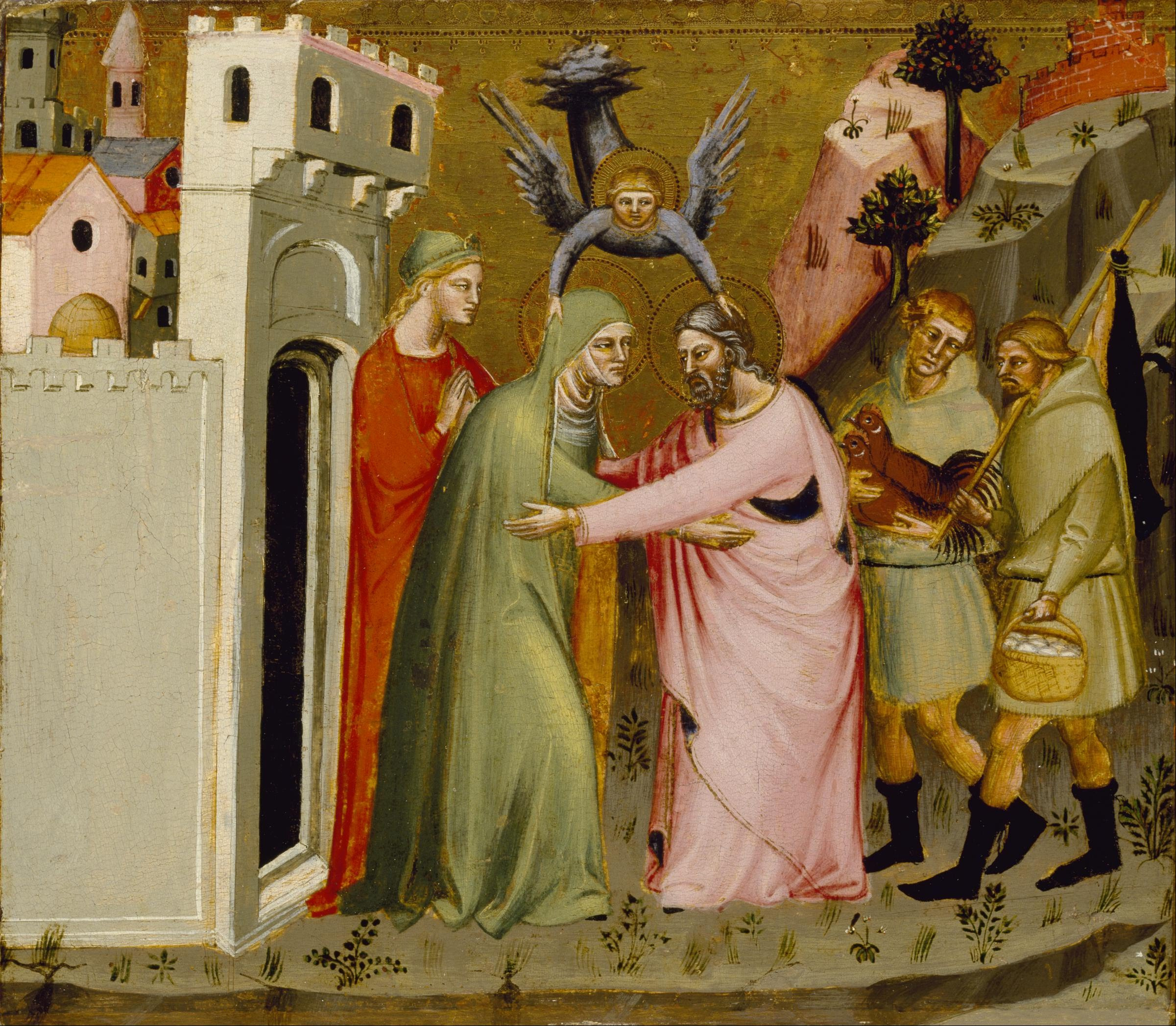
Maestro della Porta d'Oro, tardo XIV secolo
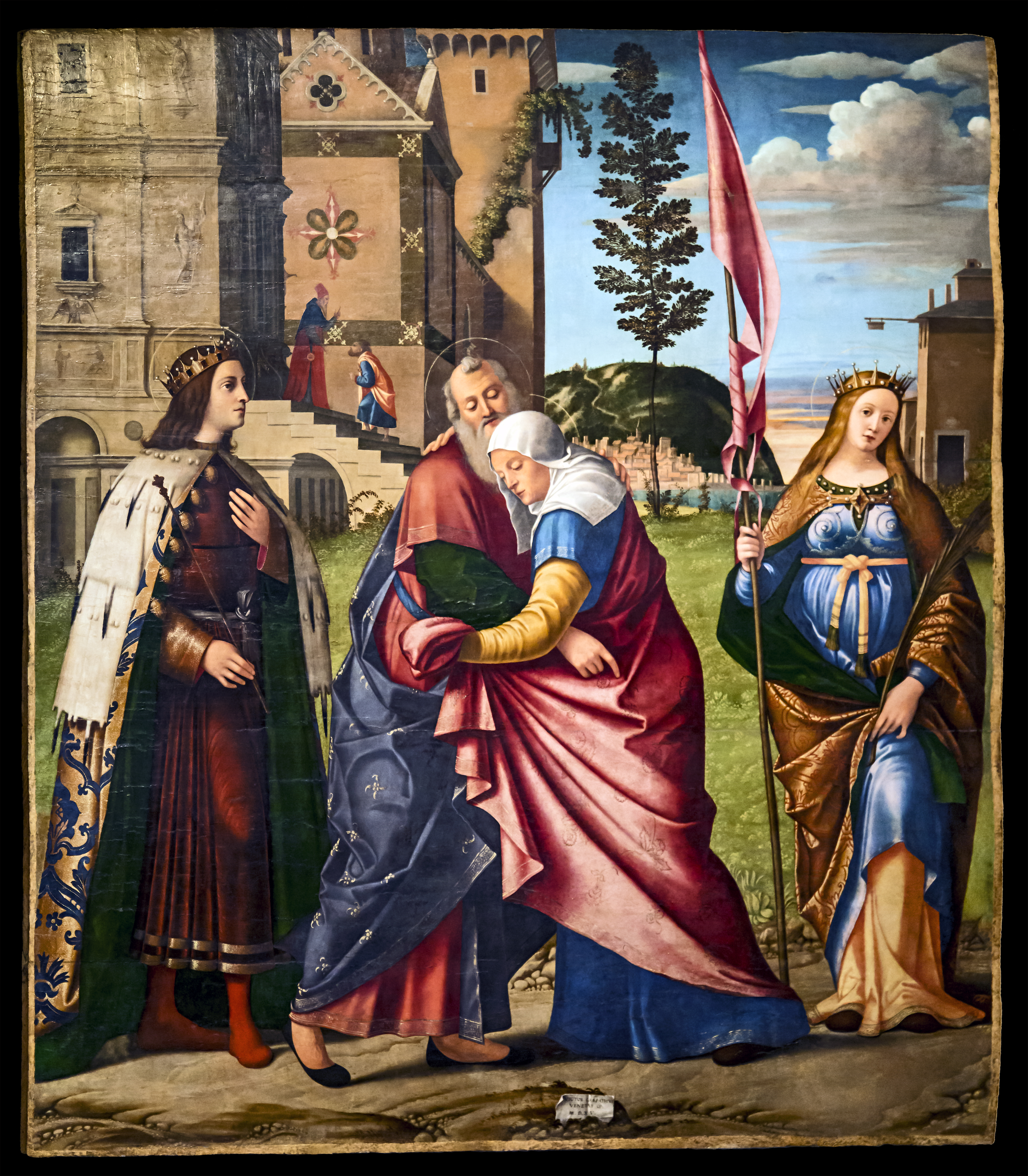
Carpaccio con Luigi IX e santa Liberata.
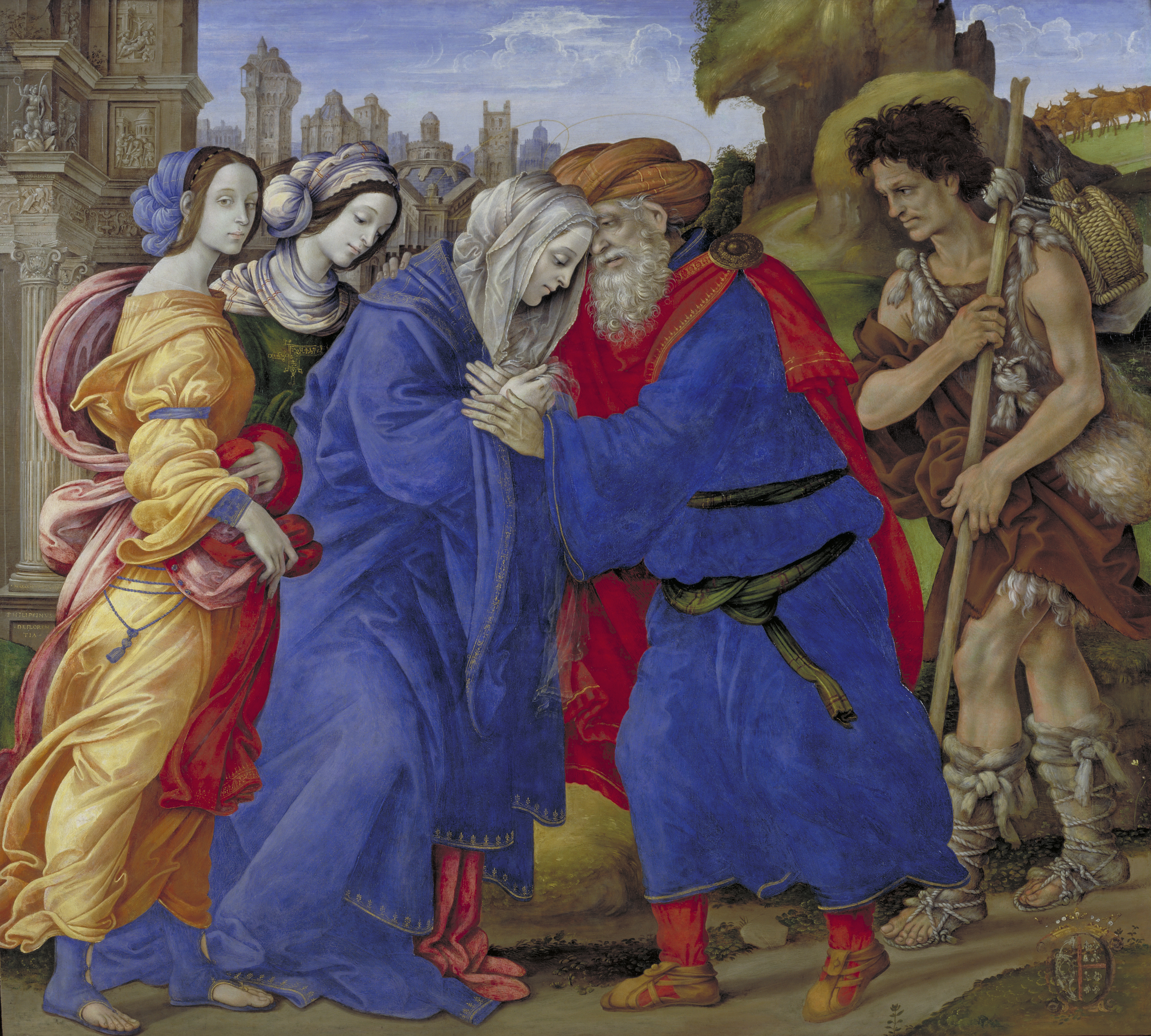
Filippino Lippi, 1497
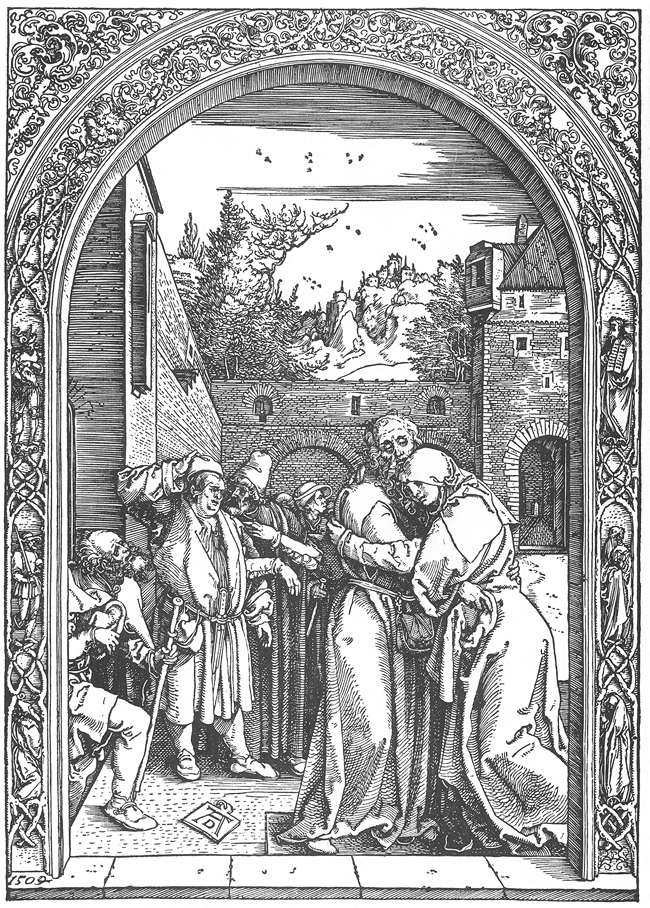
xilografia di Albrecht Dürer, 1504
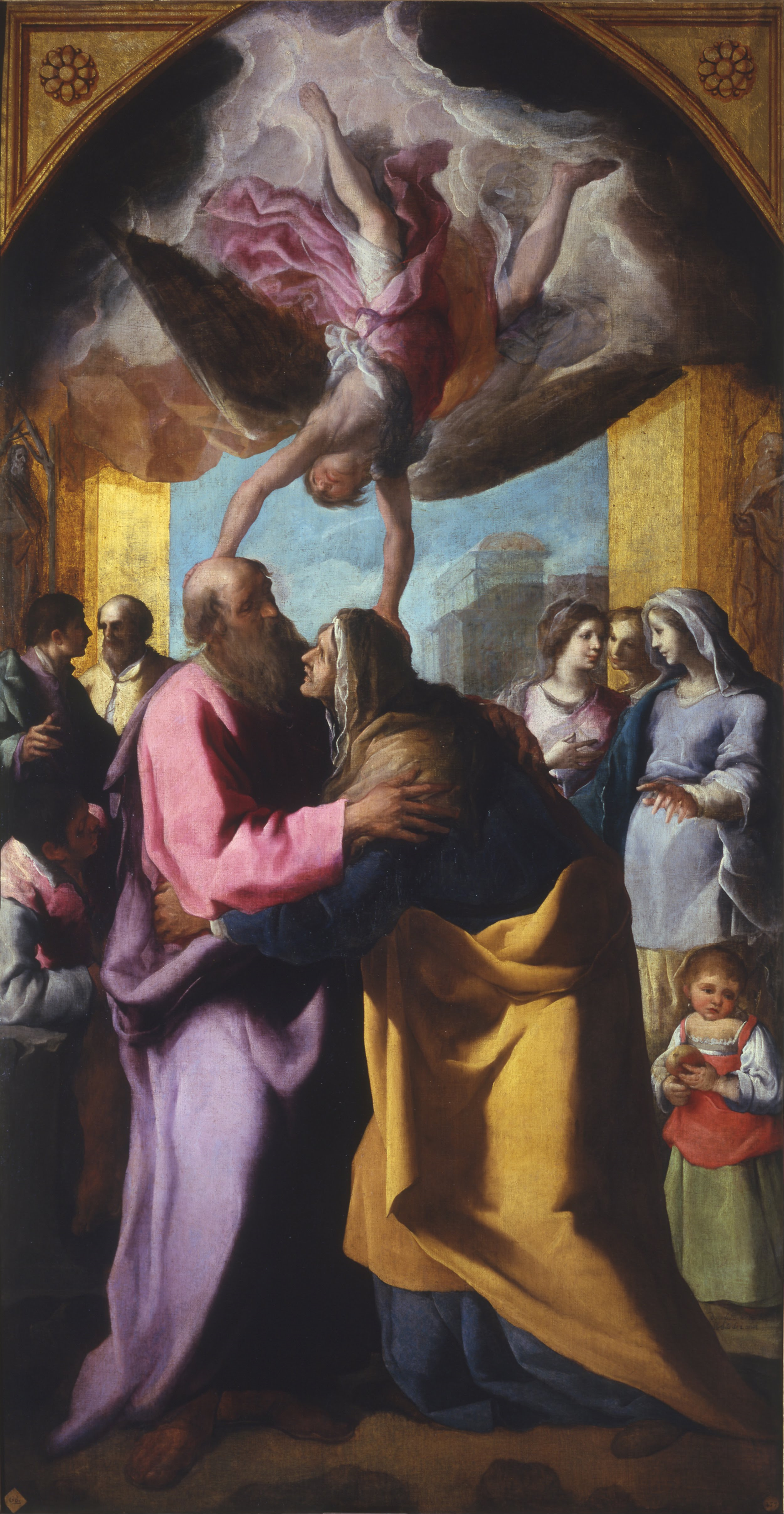
Eugenio Cajés, 1605; da allora in poi, la rappresentazione divenne meno frequente